# Glen Chorny
Glen Chorny (Waterloo, ...) è un giocatore di poker canadese.
Il suo miglior risultato ottenuto all'European Poker Tour è il 1º posto nella stagione 2007/2008 all'evento di Montecarlo, dove ha vinto 2020000 €.